# Dim (álbum)
Dim es el cuarto álbum de estudio de la banda japonesa de rock, The Gazette. Fue lanzado el 15 de julio de 2009 en Japón. Tiene incluido los tres singles predecesores: "Guren", "Leech," y "Distress and Coma." El álbum obtuvo #2 en el Oricon Daily Charts y #5 en las listas de Oricon semanal, vendiendo 37.797 copias en su primera semana.

## Lista de canciones
1. "Hakuri" (剥離) – 1:43
2. "The Invisible Wall" – 4:35
3. "A Moth under the Skin" – 2:57
4. "Leech" – 4:15
5. "Nakigahara" (泣ヶ原) – 7:19
6. "Erika" (エ リ カ) – 0:53
7. "Headache Man" – 3:54
8. "Guren" (紅蓮) – 5:40
9. "Shikyuu" (子宮) – 0:43
10. "13Stairs[-]1" – 5:02
11. "Distress and Coma" – 5:20
12. "Kanshoku" (感触) – 0:52
13. "Shiroki Yuutsu" (白き優鬱) – 4:29
14. "In the Middle of Chaos" – 3:02
15. "Mourou" (朦朧) – 0:23
16. "Ogre" – 3:14
17. "Dim Scene" – 5:12

DVD (solo edición limitada)
1. "The Invisible Wall" Video Clip
2. "The Other Side of [DIM]"